# Distaplia colligans
Distaplia colligans är en sjöpungsart som beskrevs av Sluiter 1932. Distaplia colligans ingår i släktet Distaplia och familjen Holozoidae.
Artens utbredningsområde är Södra Ishavet. Inga underarter finns listade i Catalogue of Life.